# Мазево (кантон)
Мазево́ (фр. Masevaux) — кантон у Франції, в департаменті Верхній Рейн регіону Ельзас.

## Склад кантону
Кантон включає в себе 15 муніципалітетів:
| Муніципалітет     | Площа | Населення, осіб | Рік  |
| ----------------- | ----- | --------------- | ---- |
| Бурбак-ле-О       | 6,86  | 324             | 1999 |
| Вегшейд           | 10,06 | 304             | 1999 |
| Доллерен          | 8,37  | 397             | 1999 |
| Кіршберг          | 6,74  | 843             | 1999 |
| Лов               | 4,61  | 928             | 1999 |
| Мазево            | 23,21 | 3232            | 2006 |
| Морцвіллер        | 4,23  | 252             | 1999 |
| Нідербрюк         | 3,78  | 369             | 1999 |
| Обербрюк          | 4,30  | 475             | 1999 |
| Рембак-пре-Мазево | 16,66 | 503             | 1999 |
| Севен             | 21,50 | 530             | 1999 |
| Сентайм           | 6,18  | 1525            | 2007 |
| Сікер             | 5,12  | 317             | 1999 |
| Сопп-ле-Ба        | 5,68  | 728             | 2007 |
| Сопп-ле-О         | 7,37  | 571             | 2006 |

## Консули кантону
| Період    | Консул           | Посада                       |
| --------- | ---------------- | ---------------------------- |
| 1985—1992 | Louis Uhlrich    |                              |
| 1992—2011 | Jean-Luc Reitzer | Мер муніципалітету Нідербрюк |

| Франція | Це незавершена стаття з географії Франції. Ви можете допомогти проєкту, виправивши або дописавши її. |